# Contea di Yanjin (Yunnan)
La contea di Yanjin (盐津县S, Yánjīn XiànP) è una contea della Cina, situata nella provincia di Yunnan e amministrata dalla prefettura di Zhaotong.